# Чемпионат России по лёгкой атлетике 2008
Чемпионат России по лёгкой атлетике 2008 года прошёл на Центральном стадионе города Казани 17—20 июля. На соревнованиях проходил финальный этап отбора в сборную России для участия в легкоатлетическом турнире XXIX Летних Олимпийских игр в Пекине, прошедшем 15—24 августа. В чемпионате приняли участие 959 спортсменов. На протяжении 4 дней было разыграно 40 комплектов медалей.
Во время проведения чемпионата в Казани установилась жаркая погода, сопровождавшаяся высокой влажностью. Температура воздуха в тени поднималась выше +30 градусов. Это стало одной из причин того, что во время полуфинального забега на 400 метров бронзовая медалистка Олимпийских игр 2004 года в этой дисциплине Наталья Антюх потеряла сознание прямо на дорожке.
Попытку отобраться на очередные для себя Олимпийские игры предприняла Олимпийская чемпионка 2000 года в беге на 400 метров с барьерами, многократная рекордсменка России в спринтерских дисциплинах 39-летняя Ирина Привалова. В итоговом протоколе на дистанции 100 метров она заняла 9-е место, остановившись в шаге от финала, а на 200-метровке осталась 7-й с результатом 23,47.
В беге на 1500 метров у мужчин с преимуществом более 1 секунды над серебряным призёром победил многократный чемпион и рекордсмен России 38-летний Вячеслав Шабунин, завоевав тем самым путёвку на Олимпийские игры.
На дистанции 10 000 метров у мужчин Сергей Иванов установил новый рекорд страны, превысив предыдущее достижение на 0,99 секунды.
Лучший результат сезона в мире и третий результат в мировой истории на дистанции 3000 метров с препятствиями показала Гульнара Галкина-Самитова. Она же стала второй в беге на 5000 метров, уступив лишь Лилии Шобуховой, установившей новый рекорд Европы — 14.23,75.
Хорошие результаты продемонстрировали представители технических видов. В метании копья у женщин с рекордом России среди молодёжи (до 23 лет) победу одержала Мария Абакумова.
В связи с дисквалификацией семи российских легкоатлеток, уличённых в подмене допинг-проб, результаты чемпионата России — 2008 в ряде дисциплин были в последующие годы скорректированы.
На протяжении 2008 года в различных городах были проведены также чемпионаты России в отдельных дисциплинах лёгкой атлетики:
- 19—21 февраля — зимний чемпионат России по длинным метаниям (Адлер)
- 23—24 февраля — зимний чемпионат России по спортивной ходьбе (Адлер)
- 29 марта — чемпионат России по горному бегу (вверх) (Железноводск)
- 19 апреля — чемпионат России по бегу на 100 км (Пущино)
- 25 апреля — чемпионат России по кроссу (весна) (Жуковский)
- 17 мая — чемпионат России по горному бегу (вверх-вниз) (Токсово)
- 17—18 мая — чемпионат России по суточному бегу (Москва)
- 7—8 июня — чемпионат России по спортивной ходьбе и марафону (Саранск)
- 15—16 июня — чемпионат России по многоборьям (Челябинск)
- 13 сентября — чемпионат России по полумарафону (Новосибирск)
- 4—5 октября — чемпионат России по кроссу (осень) (Оренбург)
- 26 октября — чемпионат России по горному бегу (длинная дистанция) (Красная Поляна)

## Медалисты

### Мужчины
| Дисциплина                          | Золото                                                                                      | Золото             | Серебро                                                                                       | Серебро            | Бронза                                                                               | Бронза             |
| ----------------------------------- | ------------------------------------------------------------------------------------------- | ------------------ | --------------------------------------------------------------------------------------------- | ------------------ | ------------------------------------------------------------------------------------ | ------------------ |
| 100 м (ветер: +0,9 м/с)             | Андрей Епишин Москва Московская область                                                     | 10,28              | Игорь Гостев Москва Пензенская область                                                        | 10,40              | Иван Теплых Свердловская область                                                     | 10,43              |
| 200 м (ветер: −1,1 м/с)             | Роман Смирнов Москва                                                                        | 20,78              | Иван Теплых Свердловская область                                                              | 21,11              | Константин Петряшов Вологодская область Калининградская область                      | 21,22              |
| 400 м                               | Денис Алексеев Санкт-Петербург                                                              | 45,50              | Максим Дылдин Пермский край                                                                   | 45,74              | Антон Кокорин Санкт-Петербург Ленинградская область                                  | 45,78              |
| 800 м                               | Юрий Борзаковский Московская область Мордовия                                               | 1.46,59            | Юрий Колдин Москва Рязанская область                                                          | 1.47,83            | Дмитрий Богданов Московская область Санкт-Петербург                                  | 1.48,20            |
| 1500 м                              | Вячеслав Шабунин Москва                                                                     | 3.40,96            | Владимир Ежов Челябинская область                                                             | 3.42,25            | Алексей Попов Воронежская область                                                    | 3.42,70            |
| 5000 м                              | Сергей Иванов Свердловская область Чувашия                                                  | 13.43,52           | Эдуард Бордуков Москва                                                                        | 13.44,50           | Степан Киселёв Чувашия                                                               | 13.45,63           |
| 10 000 м                            | Сергей Иванов Свердловская область Чувашия                                                  | 27.53,12           | Евгений Рыбаков Кемеровская область                                                           | 28.05,75           | Анатолий Рыбаков Кемеровская область                                                 | 28.06,54           |
| 3000 м с препятствиями              | Ильдар Миншин Москва Калужская область                                                      | 8.22,51            | Павел Потапович [a] Москва Курская область                                                    | 8.27,50 [a]        | Андрей Ольшанский [a] Москва Волгоградская область                                   | 8.35,90 [a]        |
| 110 м с барьерами (ветер: +2,8 м/с) | Евгений Борисов Московская область                                                          | 13,51              | Игорь Перемота Челябинская область                                                            | 13,60              | Павел Филёв Москва Владимирская область                                              | 13,89              |
| 400 м с барьерами                   | Александр Деревягин Кемеровская область Новосибирская область                               | 49,00              | Владимир Антманис Москва Оренбургская область                                                 | 50,01              | Михаил Липский Свердловская область                                                  | 50,17              |
| Прыжок в высоту                     | Ярослав Рыбаков Москва Ярославская область                                                  | 2,33 м             | Андрей Терёшин Москва Ивановская область                                                      | 2,30 м             | не вручалась                                                                         |                    |
| Прыжок в высоту                     | Ярослав Рыбаков Москва Ярославская область                                                  | 2,33 м             | Вячеслав Воронин Москва Северная Осетия                                                       | 2,30 м             | не вручалась                                                                         |                    |
| Прыжок с шестом                     | Евгений Лукьяненко Краснодарский край                                                       | 5,85 м             | Дмитрий Стародубцев Челябинская область                                                       | 5,75 м             | Игорь Павлов Москва Орловская область                                                | 5,75 м             |
| Прыжок в длину                      | Сергей Михайловский Татарстан                                                               | 7,92 м             | Владимир Малявин Москва                                                                       | 7,87 м             | Руслан Гатауллин Санкт-Петербург Татарстан                                           | 7,86 м             |
| Тройной прыжок                      | Данил Буркеня Москва                                                                        | 17,48 м (+2,0 м/с) | Александр Петренко Москва Калининградская область                                             | 17,43 м (+1,5 м/с) | Игорь Спасовходский Москва                                                           | 17,36 м (+0,4 м/с) |
| Толкание ядра                       | Иван Юшков Иркутская область Новосибирская область                                          | 20,85 м            | Павел Софьин Московская область Москва                                                        | 20,45 м            | Антон Любославский Иркутская область                                                 | 20,00 м            |
| Метание диска                       | Богдан Пищальников Мордовия Адыгея                                                          | 64,18 м            | Николай Седюк Нижегородская область                                                           | 59,35 м            | Александр Боричевский Москва Санкт-Петербург                                         | 57,98 м            |
| Метание молота                      | Кирилл Иконников Московская область Санкт-Петербург                                         | 79,04 м            | Игорь Виниченко Московская область                                                            | 78,09 м            | Вадим Херсонцев Москва Санкт-Петербург                                               | 77,16 м            |
| Метание копья                       | Сергей Макаров Московская область                                                           | 84,81 м            | Илья Коротков Нижегородская область Новосибирская область                                     | 84,04 м            | Александр Иванов Москва Санкт-Петербург                                              | 83,21 м            |
| Эстафета 4×100 м                    | Краснодарский край · Антон Абрамкин · Алексей Пушкарёв · Александр Белов · Александр Волков | 40,31              | Омская область · Александр Гусаченко · Вячеслав Михайлов · Валентин Нарежный · Виталий Тиссен | 40,53              | Пензенская область · Денис Шлычков · Игорь Кузнецов · Игорь Гостев · Павел Онищенко  | 40,93              |
| Эстафета 4×400 м                    | Санкт-Петербург · Максим Александренко · Антон Кокорин · Сергей Петров · Юрий Трамбовецкий  | 3.06,36            | Москва · Дмитрий Ефимов · Владимир Антманис · Андрей Полукеев · Дмитрий Петров                | 3.06,57            | Краснодарский край · Дмитрий Шубин · Владимир Гузий · Алексей Ковалёв · Сергей Жилко | 3.10,02            |

a  8 августа 2008 года информагентства сообщили о положительной допинг-пробе стипль-чезиста Романа Усова, взятой у него на чемпионате России по лёгкой атлетике 18 июля. В организме спортсмена было обнаружено запрещённое вещество карфедон. В связи с этим спортсмен был исключён из состава олимпийской сборной до завершения разбирательства. 17 декабря 2008 года в своём очередном информационном письме ИААФ известила о принятых по данному случаю санкциях к атлету. Роман Усов получил дисквалификацию на 2 года, а его результат на чемпионате России — 2008 в беге на 3000 метров с препятствиями (2 место, 8.26,13) был аннулирован.

### Женщины
| Дисциплина                          | Золото                                                                                  | Золото             | Серебро                                                                                             | Серебро            | Бронза                                                                                           | Бронза             |
| ----------------------------------- | --------------------------------------------------------------------------------------- | ------------------ | --------------------------------------------------------------------------------------------------- | ------------------ | ------------------------------------------------------------------------------------------------ | ------------------ |
| 100 м (ветер: −0,1 м/с)             | Евгения Полякова Москва                                                                 | 11,30              | Мария Боликова Волгоградская область Калмыкия                                                       | 11,40              | Юлия Чермошанская Москва                                                                         | 11,41              |
| 200 м (ветер: −1,2 м/с)             | Анастасия Капачинская Москва                                                            | 22,77              | Александра Федорива Москва                                                                          | 22,87              | Юлия Чермошанская Москва                                                                         | 22,95              |
| 400 м                               | Юлия Гущина Московская область Ростовская область                                       | 50,12              | Анастасия Капачинская Москва                                                                        | 50,20              | Татьяна Фирова Московская область Нижегородская область                                          | 50,25              |
| 800 м                               | Татьяна Андрианова [b] Москва Ярославская область                                       | 1.56,00 [b]        | Светлана Клюка [b] Москва Хабаровский край                                                          | 1.56,64 [b]        | Екатерина Костецкая [b] Москва Санкт-Петербург                                                   | 1.56,67 [b]        |
| 1500 м                              | Анна Альминова [b] Москва Кировская область                                             | 4.02,02 [b]        | Наталья Евдокимова [b] Санкт-Петербург Свердловская область                                         | 4.04,19 [b]        | Екатерина Мартынова [b] Москва Брянская область                                                  | 4.05,06 [b]        |
| 5000 м                              | Лилия Шобухова Башкортостан                                                             | 14.23,75           | Гульнара Галкина-Самитова Татарстан                                                                 | 14.33,13           | Мария Коновалова Москва Иркутская область                                                        | 14.38,09           |
| 10 000 м                            | Инга Абитова Самарская область                                                          | 30.46,70           | Мария Коновалова Москва Иркутская область                                                           | 30.59,35           | Татьяна Арясова Чувашия                                                                          | 31.04,88           |
| 3000 м с препятствиями              | Гульнара Галкина-Самитова Татарстан                                                     | 9.08,21            | Татьяна Петрова Московская область Чувашия                                                          | 9.15,84            | Елена Сидорченкова Московская область                                                            | 9.24,04            |
| 100 м с барьерами (ветер: +1,3 м/с) | Юлия Кондакова Санкт-Петербург                                                          | 12,91              | Татьяна Дектярёва Свердловская область                                                              | 12,96              | Ольга Корсунова Тульская область Калужская область                                               | 13,12              |
| 400 м с барьерами                   | Екатерина Бикерт Свердловская область                                                   | 54,34              | Ирина Обедина Московская область Кемеровская область                                                | 54,86              | Анастасия Отт Свердловская область                                                               | 55,07              |
| Прыжок в высоту                     | Анна Чичерова Москва Ростовская область                                                 | 2,03 м             | Елена Слесаренко Московская область Волгоградская область                                           | 2,03 м             | Светлана Школина Москва Смоленская область                                                       | 1,98 м             |
| Прыжок с шестом                     | Светлана Феофанова Москва                                                               | 4,70 м             | Юлия Голубчикова Москва                                                                             | 4,65 м             | Татьяна Полнова Краснодарский край                                                               | 4,60 м             |
| Прыжок в длину                      | Татьяна Котова Москва Краснодарский край                                                | 6,86 м (+1,6 м/с)  | Оксана Удмуртова Волгоградская область Удмуртия                                                     | 6,73 м (−0,3 м/с)  | Анна Назарова Санкт-Петербург                                                                    | 6,69 м (+1,6 м/с)  |
| Тройной прыжок                      | Татьяна Лебедева Волгоградская область                                                  | 14,92 м (+0,2 м/с) | Анна Пятых Москва                                                                                   | 14,88 м (+1,1 м/с) | Виктория Гурова Москва Краснодарский край                                                        | 14,85 м (+1,2 м/с) |
| Толкание ядра                       | Ирина Худорошкина Московская область                                                    | 18,68 м            | Ольга Иванова Москва Тверская область                                                               | 18,60 м            | Анна Омарова Московская область Ставропольский край                                              | 18,03 м            |
| Метание диска                       | Наталья Садова Нижегородская область Новосибирская область                              | 65,46 м            | Светлана Сайкина [b] Москва Костромская область                                                     | 61,03 м [b]        | Олеся Короткова [b] Нижегородская область                                                        | 57,19 м [b]        |
| Метание молота                      | Елена Коневцова [b] Московская область                                                  | 74,81 м [b]        | Анна Булгакова [b] Москва Ставропольский край                                                       | 72,62 м [b]        | Елена Прийма [b] Московская область Ростовская область                                           | 71,54 м [b]        |
| Метание копья                       | Мария Абакумова Краснодарский край Ставропольский край                                  | 65,71 м            | Оксана Громова Московская область                                                                   | 57,90 м            | Мария Яковенко Краснодарский край                                                                | 57,70 м            |
| Эстафета 4×100 м                    | Тульская область · Олеся Зыкина · Ольга Корсунова · Елена Новикова · Анастасия Кочетова | 44,04              | Волгоградская область · Анна Гефлих · Екатерина Григорьева · Светлана Клопова · Анастасия Соловьёва | 44,27              | Санкт-Петербург · Людмила Зуенко · Марина Кислова · Наталья Русакова · Юлия Кондакова            | 44,90              |
| Эстафета 4×400 м                    | Москва · Наталья Назарова · Ксения Задорина · Татьяна Левина · Наталья Иванова          | 3.27,41            | Москва · Ольга Солдатова · Жанна Кащеева · Светлана Клюка · Екатерина Костецкая                     | 3.29,02            | Свердловская область · Анастасия Кочетова · Дарья Сафонова · Юлия Мулюкова · Екатерина Червякова | 3.30,08            |

b  31 июля 2008 года, за две с половиной недели до начала XXIX Летних Олимпийских игр, ИААФ отстранила от участия в соревнованиях семь ведущих российских легкоатлеток: Елену Соболеву, Дарью Пищальникову, Гульфию Ханафееву, Юлию Фоменко, Светлану Черкасову, Татьяну Томашову и Ольгу Егорову. Причиной стал выявленный факт подмены спортсменками своих допинг-проб, вывод о чём был сделан на основании несовпадения ДНК при их сравнительном анализе. В результате проведённого разбирательства Президиум Всероссийской федерации лёгкой атлетики 20 октября 2008 года принял решение дисквалифицировать всех спортсменок на 2 года с аннулированием всех их результатов с момента забора первой допинг-пробы (апрель—май 2007 года). Позднее, после апелляции ИААФ, Спортивный арбитражный суд в Лозанне увеличил срок дисквалификации до 2 лет и 9 месяцев и отодвинул срок начала её отсчёта на сентябрь 2008 года. Даты начала аннулирования результатов оставлены в силе. Таким образом, следующие спортсменки были лишены своих медалей на чемпионате России — 2008:

800 м: Елена Соболева (1 место, 1.54,85).

1500 м: Татьяна Томашова (1 место, 3.59,42) и Юлия Фоменко (2 место, 4.00,57).

Метание диска: Дарья Пищальникова (2 место, 63,64 м).

Метание молота: Гульфия Ханафеева (1 место, 75,07 м).

## Зимний чемпионат России по длинным метаниям
Зимний чемпионат России по длинным метаниям 2008 прошёл 19—21 февраля в Адлере на легкоатлетическом стадионе спортивного комплекса «Юность». В программе соревнований были представлены метание диска, метание молота и метание копья.

### Мужчины
| Дисциплина     | Золото                                                    | Золото  | Серебро                                             | Серебро | Бронза                                              | Бронза  |
| -------------- | --------------------------------------------------------- | ------- | --------------------------------------------------- | ------- | --------------------------------------------------- | ------- |
| Метание диска  | Богдан Пищальников Мордовия Адыгея                        | 60,86 м | Вячеслав Ивашкин Москва Ставропольский край         | 54,70 м | Станислав Алексеев Москва Ставропольский край       | 53,68 м |
| Метание молота | Игорь Виниченко Московская область                        | 74,04 м | Дмитрий Великопольский Москва Смоленская область    | 72,31 м | Кирилл Иконников Московская область Санкт-Петербург | 72,02 м |
| Метание копья  | Алексей Товарнов Пензенская область Волгоградская область | 74,60 м | Игорь Сухомлинов Санкт-Петербург Кабардино-Балкария | 74,25 м | Максим Горбунов Москва                              | 73,30 м |

### Женщины
| Дисциплина     | Золото                                    | Золото      | Серебро                                                | Серебро     | Бронза                                    | Бронза      |
| -------------- | ----------------------------------------- | ----------- | ------------------------------------------------------ | ----------- | ----------------------------------------- | ----------- |
| Метание диска  | Алла Денисенко [c] Москва                 | 54,49 м [c] | Светлана Сайкина [c] Москва                            | 52,86 м [c] | Олеся Короткова [c] Нижегородская область | 51,32 м [c] |
| Метание молота | Анна Булгакова Москва Ставропольский край | 67,80 м     | Елена Коневцова Московская область                     | 66,08 м     | Ольга Кузенкова Москва Смоленская область | 62,90 м     |
| Метание копья  | Лада Чернова Самарская область            | 58,85 м     | Мария Абакумова Краснодарский край Ставропольский край | 58,55 м     | Мария Яковенко Краснодарский край         | 56,23 м     |

c  В связи с нарушением антидопингового законодательства (подмена допинг-проб), все результаты Дарьи Пищальниковой после 10 апреля 2007 года аннулированы, в том числе 1-е место на зимнем чемпионате России по длинным метаниям — 2008 (57,12 м).

## Зимний чемпионат России по спортивной ходьбе
Зимний чемпионат России по спортивной ходьбе 2008 прошёл 23—24 февраля в Адлере. Трасса была проложена по улицам Молокова и Ромашек. Мужчины соревновались на дистанциях 20 км и 35 км, женщины — на 20 км. Чемпионат прошёл в холодную погоду, накануне соревнований выпал снег. На дистанции 20 км у женщин Ольга Каниськина на полминуты превысила время официально зарегистрированного мирового рекорда, показав на финише время 1:25.11. Однако на турнире отсутствовали судьи по стилю ходьбы международной категории, вследствие чего, по правилам ИААФ, рекорд не был ратифицирован. Отличный результат показал в мужском заходе на 20 км и Валерий Борчин, преодолевший дистанцию за 1:17.55, ещё четыре человека прошли быстрее 1:20.

### Мужчины
| Дисциплина      | Золото                     | Золото  | Серебро                 | Серебро | Бронза                  | Бронза  |
| --------------- | -------------------------- | ------- | ----------------------- | ------- | ----------------------- | ------- |
| Ходьба на 20 км | Валерий Борчин Мордовия    | 1:17.55 | Сергей Бакулин Мордовия | 1:18.18 | Андрей Кривов Мордовия  | 1:19.06 |
| Ходьба на 35 км | Владимир Канайкин Мордовия | 2:25.59 | Игорь Ерохин Мордовия   | 2:27.12 | Андрей Рузавин Мордовия | 2:27.59 |

### Женщины
| Дисциплина      | Золото                    | Золото  | Серебро                   | Серебро | Бронза                    | Бронза  |
| --------------- | ------------------------- | ------- | ------------------------- | ------- | ------------------------- | ------- |
| Ходьба на 20 км | Ольга Каниськина Мордовия | 1:25.11 | Анися Кирдяпкина Мордовия | 1:25.30 | Татьяна Шемякина Мордовия | 1:25.46 |

## Чемпионат России по горному бегу (вверх)
IX чемпионат России по горному бегу (вверх) состоялся 29 марта 2008 года в Железноводске, Ставропольский край. Участники выявляли сильнейших на трассе, проложенной на склоне горы Бештау. На старт вышли 108 участников (74 мужчины и 34 женщины) из 38 регионов России.

### Мужчины
| Дисциплина                           | Золото                       | Золото | Серебро                                 | Серебро | Бронза                   | Бронза |
| ------------------------------------ | ---------------------------- | ------ | --------------------------------------- | ------- | ------------------------ | ------ |
| 8,3 км перепад высот: +1061 м −105 м | Андрей Сафронов Башкортостан | 46.42  | Александр Болховитин Московская область | 47.46   | Павел Наговицын Удмуртия | 49.01  |

### Женщины
| Дисциплина                       | Золото                               | Золото | Серебро                       | Серебро | Бронза                               | Бронза |
| -------------------------------- | ------------------------------------ | ------ | ----------------------------- | ------- | ------------------------------------ | ------ |
| 5 км перепад высот: +884 м −98 м | Наталья Старкова Челябинская область | 42.51  | Жанна Вокуева Санкт-Петербург | 43.25   | Юлия Смирнова Томская область Москва | 44.06  |

## Чемпионат России по бегу на 100 км
Чемпионат России по бегу на 100 километров прошёл 19 апреля в подмосковном городе Пущино. На старт вышли 37 легкоатлетов из 19 регионов страны (24 мужчины и 13 женщины). Ирина Вишневская в своём дебютном старте на дистанции 100 км стала чемпионкой страны и выполнила норматив мастера спорта международного класса. Другая дебютантка сверхмарафона, Вероника Лопатина, финишировала второй, уступив победительнице всего 4 минуты.

### Мужчины
| Дисциплина | Золото                               | Золото  | Серебро                           | Серебро | Бронза                                | Бронза  |
| ---------- | ------------------------------------ | ------- | --------------------------------- | ------- | ------------------------------------- | ------- |
| 100 км     | Алексей Измайлов Ярославская область | 6:52.43 | Денис Шалагинов Кировская область | 6:57.53 | Александр Вишнягов Курганская область | 6:59.08 |

### Женщины
| Дисциплина | Золото                              | Золото  | Серебро                         | Серебро | Бронза                             | Бронза  |
| ---------- | ----------------------------------- | ------- | ------------------------------- | ------- | ---------------------------------- | ------- |
| 100 км     | Ирина Вишневская Ростовская область | 7:37.26 | Вероника Лопатина Пермский край | 7:41.39 | Наталья Фисун Свердловская область | 8:28.08 |

## Чемпионат России по кроссу (весна)
Весенний чемпионат России по кроссу состоялся 25 апреля 2008 года в городе Жуковский, Московская область. Было разыграно 4 комплекта наград. Мужчины соревновались на дистанциях 4 км и 8 км, женщины — 2 км и 6 км. В беге на 8 км у мужчин были вручены 2 золотые медали — финишировавшим вместе братьям-близнецам Евгению и Анатолию Рыбаковым.

### Мужчины
| Дисциплина | Золото                               | Золото | Серебро             | Серебро | Бронза                          | Бронза |
| ---------- | ------------------------------------ | ------ | ------------------- | ------- | ------------------------------- | ------ |
| Кросс 4 км | Николай Чавкин Москва                | 11.21  | Павел Наумов Москва | 11.22   | Роман Усов Курская область      | 11.25  |
| Кросс 8 км | Евгений Рыбаков Кемеровская область  | 23.30  | не вручалась        |         | Евгений Дога Краснодарский край | 23.40  |
| Кросс 8 км | Анатолий Рыбаков Кемеровская область | 23.30  | не вручалась        |         | Евгений Дога Краснодарский край | 23.40  |

### Женщины
| Дисциплина | Золото                                       | Золото | Серебро                 | Серебро | Бронза                                 | Бронза |
| ---------- | -------------------------------------------- | ------ | ----------------------- | ------- | -------------------------------------- | ------ |
| Кросс 2 км | Регина Рахимкулова Башкортостан              | 5.59   | Ирина Дмитриева Чувашия | 6.05    | Ольга Соломина Пермский край           | 6.08   |
| Кросс 6 км | Алевтина Иванова Московская область Марий Эл | 19.29  | Алина Алексеева Чувашия | 19.36   | Виктория Трушенко Астраханская область | 19.44  |

## Чемпионат России по горному бегу (вверх-вниз)
X чемпионат России по горному бегу (вверх-вниз) состоялся 17 мая 2008 года в посёлке Токсово, Ленинградская область. Соревнования прошли на базе местного Военного института физической культуры. На старт вышли 47 участников (32 мужчины и 15 женщин) из 14 регионов страны.

### Мужчины
| Дисциплина                           | Золото                        | Золото | Серебро            | Серебро | Бронза                          | Бронза  |
| ------------------------------------ | ----------------------------- | ------ | ------------------ | ------- | ------------------------------- | ------- |
| 12 км перепад высот: +1400 м −1400 м | Дмитрий Лукин Санкт-Петербург | 58.52  | Дмитрий Куц Москва | 59.21   | Роман Зорин Ярославская область | 1:00.26 |

### Женщины
| Дисциплина                          | Золото                          | Золото | Серебро                       | Серебро | Бронза                                 | Бронза |
| ----------------------------------- | ------------------------------- | ------ | ----------------------------- | ------- | -------------------------------------- | ------ |
| 6,9 км перепад высот: +800 м −800 м | Ольга Ахметчина Санкт-Петербург | 38.23  | Жанна Вокуева Санкт-Петербург | 39.01   | Наталья Тарантинова Московская область | 40.32  |

## Чемпионат России по суточному бегу
Чемпионат России по суточному бегу прошёл 17—18 мая на стадионе «Янтарь» в Москве в рамках XVII сверхмарафона «Сутки бегом». На старт вышли 54 легкоатлета из 24 регионов страны (48 мужчин и 6 женщин). Владимир Бычков спустя 4 года после первой победы вновь стал чемпионом страны. Он оказался единственным участником, кто выполнил норматив мастера спорта международного класса. Ближайший преследователь проиграл ему более 17 км. 59-летняя Римма Пальцева стала самой возрастной чемпионкой страны среди всех дисциплин лёгкой атлетики.

### Мужчины
| Дисциплина   | Золото                               | Золото    | Серебро                              | Серебро   | Бронза                    | Бронза    |
| ------------ | ------------------------------------ | --------- | ------------------------------------ | --------- | ------------------------- | --------- |
| Суточный бег | Владимир Бычков Белгородская область | 253 205 м | Андрей Казанцев Свердловская область | 235 832 м | Семён Дедюкин Саха−Якутия | 233 243 м |

### Женщины
| Дисциплина   | Золото                  | Золото    | Серебро                                | Серебро   | Бронза                  | Бронза    |
| ------------ | ----------------------- | --------- | -------------------------------------- | --------- | ----------------------- | --------- |
| Суточный бег | Римма Пальцева Марий Эл | 203 148 м | Ирина Реутович Калининградская область | 201 618 м | Евгения Куликова Москва | 143 600 м |

## Чемпионат России по спортивной ходьбе и марафону
Чемпионы России 2008 года в дисциплинах спортивной ходьбы (20 км у мужчин и женщин и 50 км у мужчин) и марафона определились 7—8 июня в Саранске. Трасса была проложена по улице Ульянова. Соревнования являлись финальным этапом отбора в сборную России для участия в XXIX Летних Олимпийских играх. В мужском заходе на 20 км победил Сергей Морозов, превысив при этом официально зарегистрированный мировой рекорд на 33 секунды — 1:16.43. Однако 28 января 2009 года в своём информационном письме ИААФ сообщила, что рекорд не будет ратифицирован из-за отсутствия на соревнованиях допинг-контроля. Вскоре после завершения чемпионата ряд его участников из числа ходоков были дисквалифицированы в связи с положительными допинг-пробами, взятыми во внесоревновательный период. У всех в организме был обнаружен эритропоэтин.

### Мужчины
| Дисциплина      | Золото                                | Золото  | Серебро                                | Серебро     | Бронза                                  | Бронза      |
| --------------- | ------------------------------------- | ------- | -------------------------------------- | ----------- | --------------------------------------- | ----------- |
| Марафон         | Алексей Соколов (мл.) Санкт-Петербург | 2:14.08 | Михаил Лемаев Мордовия                 | 2:14.53     | Андрей Латышев Пермский край            | 2:16.45     |
| Ходьба на 20 км | Сергей Морозов Мордовия               | 1:16.43 | Александр Яргунькин [d] Москва Чувашия | 1:20.01 [d] | Сергей Сафаров [d] Свердловская область | 1:22.00 [d] |
| Ходьба на 50 км | Игорь Ерохин Мордовия                 | 3:38.08 | Юрий Чесноков Пензенская область       | 3:49.17     | Николай Матюхин Московская область      | 3:52.50     |

d  23 сентября 2008 года информагентства сообщили о дисквалификации пяти ходоков в связи с положительными допинг-пробами на эритропоэтин. Среди них — Владимир Канайкин. Следы применения допинга были найдены в его пробе, взятой в рамках внесоревновательного контроля 20 апреля 2008 года. Спортсмен был дисквалифицирован Антидопинговой комиссией Всероссийской федерации лёгкой атлетики на 2 года. Его результаты после 20 апреля 2008 года были аннулированы, в том числе 2-е место на чемпионате России по спортивной ходьбе — 2008 с результатом 1:16.53.

### Женщины
| Дисциплина      | Золото                     | Золото  | Серебро                             | Серебро | Бронза                                                   | Бронза  |
| --------------- | -------------------------- | ------- | ----------------------------------- | ------- | -------------------------------------------------------- | ------- |
| Марафон         | Ираида Пудовкина Чувашия   | 2:39.42 | Оксана Теплых Татарстан             | 2:41.28 | Оксана Шамсиева Татарстан                                | 2:42.13 |
| Ходьба на 20 км | Татьяна Калмыкова Мордовия | 1:26.36 | Татьяна Гудкова Челябинская область | 1:28.17 | Евдокия Короткова Московская область Костромская область | 1:29.44 |

## Чемпионат России по многоборьям
Чемпионат России 2008 в мужском десятиборье и женском семиборье был проведён 15—16 июня в Челябинске. Главной ареной состязаний стал Легкоатлетический комплекс им. Елены Елесиной. Чемпионами России стали лидировавшие с первых видов Алексей Дроздов и Ольга Курбан (впервые в карьере).

### Мужчины
| Дисциплина  | Золото                                  | Золото     | Серебро                                    | Серебро    | Бронза                             | Бронза    |
| ----------- | --------------------------------------- | ---------- | ------------------------------------------ | ---------- | ---------------------------------- | --------- |
| Десятиборье | Алексей Дроздов Москва Брянская область | 8130 очков | Михаил Логвиненко Москва Иркутская область | 7811 очков | Александр Кислов Иркутская область | 7643 очка |

### Женщины
| Дисциплина | Золото                         | Золото     | Серебро                                  | Серебро    | Бронза                               | Бронза     |
| ---------- | ------------------------------ | ---------- | ---------------------------------------- | ---------- | ------------------------------------ | ---------- |
| Семиборье  | Ольга Курбан Иркутская область | 6559 очков | Яна Пантелеева Москва Смоленская область | 6430 очков | Марина Гончарова Кемеровская область | 6289 очков |

## Чемпионат России по полумарафону
Чемпионат России по полумарафону 2008 состоялся 13 сентября в городе Новосибирске в рамках XI Новосибирского полумарафона памяти Александра Раевича. Старт и финиш забега располагались на площади Ленина. По общему количеству финишировавших среди профессионалов и любителей пробег занял 2-е место в 2008 году после Омского полумарафона-гандикапа.

### Мужчины
| Дисциплина  | Золото                               | Золото  | Серебро                | Серебро | Бронза                              | Бронза  |
| ----------- | ------------------------------------ | ------- | ---------------------- | ------- | ----------------------------------- | ------- |
| Полумарафон | Анатолий Рыбаков Кемеровская область | 1:02.54 | Михаил Лемаев Мордовия | 1:03.22 | Евгений Рыбаков Кемеровская область | 1:04.15 |

### Женщины
| Дисциплина  | Золото                       | Золото  | Серебро                   | Серебро | Бронза                           | Бронза  |
| ----------- | ---------------------------- | ------- | ------------------------- | ------- | -------------------------------- | ------- |
| Полумарафон | Олеся Сырьева Омская область | 1:09.52 | Ирина Пермитина Татарстан | 1:09.56 | Ольга Глок Новосибирская область | 1:10.24 |

## Чемпионат России по кроссу (осень)
Осенний чемпионат России по кроссу прошёл в Оренбурге 4—5 октября 2008 года. Мужчины определили сильнейшего на дистанции 10 км, женщины — 6 км. Соревнования являлись отборочными к чемпионату Европы по кроссу, прошедшему в бельгийском Брюсселе.

### Мужчины
| Дисциплина  | Золото                | Золото | Серебро                             | Серебро | Бронза                   | Бронза |
| ----------- | --------------------- | ------ | ----------------------------------- | ------- | ------------------------ | ------ |
| Кросс 10 км | Николай Чавкин Москва | 30.04  | Дмитрий Сафронов Московская область | 30.08   | Сергей Емельянов Чувашия | 30.13  |

### Женщины
| Дисциплина | Золото                              | Золото | Серебро                                       | Серебро | Бронза                                  | Бронза |
| ---------- | ----------------------------------- | ------ | --------------------------------------------- | ------- | --------------------------------------- | ------ |
| Кросс 6 км | Гульнара Галкина-Самитова Татарстан | 19.43  | Виктория Трушенко Астраханская область Москва | 19.47   | Надежда Трилинская Оренбургская область | 19.50  |

## Чемпионат России по горному бегу (длинная дистанция)
Чемпионат России по длинному горному бегу состоялся 26 октября 2008 года в Красной Поляне, Краснодарский край. На старт вышел 51 участник (38 мужчин и 13 женщин) из 19 регионов России.

### Мужчины
| Дисциплина                             | Золото                             | Золото  | Серебро                                | Серебро | Бронза                 | Бронза  |
| -------------------------------------- | ---------------------------------- | ------- | -------------------------------------- | ------- | ---------------------- | ------- |
| 28,6 км перепад высот: +1256 м −1256 м | Владимир Калинин Самарская область | 1:59.17 | Сергей Норинский Нижегородская область | 1:59.33 | Радик Салиев Татарстан | 1:59.57 |

### Женщины
| Дисциплина                             | Золото                              | Золото  | Серебро                              | Серебро | Бронза                          | Бронза  |
| -------------------------------------- | ----------------------------------- | ------- | ------------------------------------ | ------- | ------------------------------- | ------- |
| 28,6 км перепад высот: +1256 м −1256 м | Елена Рухляда Новосибирская область | 2:16.55 | Светлана Байгулова Самарская область | 2:21.34 | Юлия Хазова Ярославская область | 2:21.48 |

## Состав сборной России для участия в XXIX Летних Олимпийских играх
По итогам чемпионата и с учётом выполнения необходимых нормативов, в состав сборной для участия в XXIX Летних Олимпийских играх в Пекине вошли 109 атлетов. В мужском прыжке в высоту не попавший по итогам чемпионата России в команду Андрей Сильнов после установления на коммерческих соревнованиях в Лондоне личного рекорда и лучшего результата сезона в мире (2,38 м) решением Исполкома Олимпийского комитета России получил место в составе. Между поделившими 2-е место на национальном первенстве Андреем Терёшиным и Вячеславом Ворониным на сборе в Иркутске была организована перепрыжка за оставшуюся путёвку на Игры, победителем из которой вышел Воронин:
Мужчины
100 м: Андрей Епишин.

200 м: Роман Смирнов.

400 м: Денис Алексеев, Максим Дылдин.

Эстафета 4х400 м: Денис Алексеев, Максим Дылдин, Антон Кокорин, Владислав Фролов, Константин Свечкарь, Иван Бузолин.

800 м: Юрий Борзаковский, Дмитрий Богданов.

1500 м: Вячеслав Шабунин.

10 000 м: Сергей Иванов.

Марафон: Алексей Соколов (ст.), Григорий Андреев, Олег Кульков.

3000 м с препятствиями: Ильдар Миншин, Роман Усов — позднее исключён из сборной в связи с положительной допинг-пробой, Павел Потапович.

110 м с барьерами: Евгений Борисов, Игорь Перемота.

400 м с барьерами: Александр Деревягин.

Прыжок в высоту: Ярослав Рыбаков, Андрей Сильнов — включён решением Исполкома ОКР, Вячеслав Воронин — включён по результатам специально проведённой перепрыжки.

Прыжок с шестом: Евгений Лукьяненко, Дмитрий Стародубцев, Игорь Павлов.

Прыжок в длину: Владимир Малявин.

Тройной прыжок: Данил Буркеня, Александр Петренко, Игорь Спасовходский.

Толкание ядра: Иван Юшков, Павел Софьин, Антон Любославский.

Метание диска: Богдан Пищальников.

Метание молота: Кирилл Иконников, Игорь Виниченко.

Метание копья: Сергей Макаров, Илья Коротков, Александр Иванов.

Десятиборье: Александр Погорелов, Алексей Сысоев — отобрались по итогам международных стартов, Алексей Дроздов.

Ходьба 20 км: Валерий Борчин, Илья Марков, Сергей Морозов — позднее исключён из сборной в связи с положительной допинг-пробой.

Ходьба 50 км: Денис Нижегородов. Владимир Канайкин и Игорь Ерохин позднее были исключены из команды в связи с положительными допинг-пробами, вместо них был заявлен Сергей Кирдяпкин.
Женщины
100 м: Евгения Полякова, Наталья Муринович, Наталья Русакова.

200 м: Александра Федорива, Юлия Чермошанская, Наталья Русакова.

Эстафета 4х100 м: Евгения Полякова, Анастасия Капачинская, Наталья Муринович, Юлия Гущина, Наталья Русакова.

400 м: Юлия Гущина, Анастасия Капачинская, Татьяна Фирова.

Эстафета 4х400 м: Юлия Гущина, Анастасия Капачинская, Татьяна Фирова, Елена Мигунова, Людмила Литвинова, Татьяна Вешкурова.

800 м: Елена Соболева — позднее исключена из сборной в связи с допущенными допинговыми нарушениями, вместо неё в заявку была включена Екатерина Костецкая, Татьяна Андрианова, Светлана Клюка.

1500 м: Елена Соболева, Татьяна Томашова, Юлия Фоменко — позднее все три бегуньи были исключены из сборной в связи с допущенными допинговыми нарушениями, вместо них в заявку была включена Анна Альминова.

5000 м: Лилия Шобухова, Гульнара Галкина-Самитова, Елена Задорожная.

10 000 м: Инга Абитова, Мария Коновалова, Татьяна Арясова.

Марафон: Галина Богомолова, Ирина Тимофеева, Светлана Захарова.

3000 м с препятствиями: Екатерина Волкова — имела освобождение от отбора, Гульнара Галкина-Самитова, Татьяна Петрова.

100 м с барьерами: Юлия Кондакова, Татьяна Дектярёва, Александра Антонова.

400 м с барьерами: Екатерина Бикерт, Ирина Обедина, Анастасия Отт.

Прыжок в высоту: Анна Чичерова, Елена Слесаренко, Светлана Школина.

Прыжок с шестом: Елена Исинбаева — имела освобождение от отбора, Светлана Феофанова, Юлия Голубчикова.

Прыжок в длину: Татьяна Лебедева — имела освобождение от отбора, Татьяна Котова, Оксана Удмуртова.

Тройной прыжок: Татьяна Лебедева, Анна Пятых, Виктория Гурова.

Толкание ядра: Ирина Худорошкина, Ольга Иванова, Анна Омарова.

Метание диска: Наталья Садова, Дарья Пищальникова — позднее исключена из сборной в связи с допущенными допинговыми нарушениями, вместо неё в заявку была включена Оксана Есипчук, Светлана Сайкина.

Метание молота: Гульфия Ханафеева — позднее исключена из сборной в связи с допущенными допинговыми нарушениями, вместо неё в заявку была включена Елена Прийма, Елена Коневцова, Анна Булгакова.

Метание копья: Мария Абакумова, Мария Яковенко.

Семиборье: Татьяна Чернова, Анна Богданова — отобрались по итогам международных стартов, Ольга Курбан.

Ходьба 20 км: Ольга Каниськина, Татьяна Сибилёва, Татьяна Калмыкова.